# 埃米尔·贝利纳
埃米尔·贝利纳（德語：Emile Berliner，1851年5月20日—1929年8月3日），也译作埃米尔·贝林纳、埃米尔·玻里纳、艾米利·伯林纳，德裔美国发明家，以改进电话技术和留声机唱片而知名。

## 生平
贝利纳出生于德国汉诺威，1870年移民美国。
1877年，他研制出了一个简单的装有金属接点的送话器，使电话传输的声音更为清晰。1887年他研制出一种叫 Gramophone 的唱盘式留声机，使用扁圆形涂蜡锌版作为播放和录音的媒体，同时也可制成母版复制，使得唱片商业化量产成为可能，为今日圆形唱片的始祖。后来贝利纳转向研究航空学。他设计了一种轻便的内燃发动机，成为以后飞机发动机广泛模仿的原型。1909年他和其子亨利·贝利纳（Henry Berliner）建造了一架同轴双螺旋桨以两个引擎带动的直升机，在没有以缆线绑住的情况下成功地试飞。其后在1922年他们建造了一架横向双螺旋桨的飞行机器，该机器没有空中停留的能力，他们将螺旋桨相对于机身往前倾斜，利用螺旋桨产生的升力在水平方向的分量来前进飞行。